# (4142) Dersou-Ouzala
(4142) Dersou-Ouzala, internationalement (4142) Dersu-Uzala, est un astéroïde de la ceinture principale de la famille de Hungaria, également aréocroiseur.
Découvert par Zdeňka Vávrová le 28 mai 1981, il est nommé d'après le personnage Dersou-Ouzala auquel Vladimir Arseniev rend hommage dans son roman du même nom. 

## Description
(4142) Dersou-Ouzala est un astéroïde de la ceinture principale, de la famille de Hungaria. Il présente une orbite caractérisée par un demi-grand axe de 1,91 UA, une excentricité de 0,15 et une inclinaison de 26,5° par rapport à l'écliptique.

## Compléments